# Brut sans année
De brut sans année, de Fransen gebruiken vaak hoofdletters en schrijven "Brut Sans Année" of korten het af tot "BSA", is het type champagne dat het meest wordt verkocht.
De champagnehuizen produceren allemaal verschillende champagnes die van elkaar verschillen door de gekozen druiven, gisting, de assemblage, de lagering en de dosage. Die dosage, de hoeveelheid suiker in grammen per liter champagne, wordt na de dégorgement in de liqueur d'expédition aan de fles toegevoegd. Aan een brut mag niet meer dan 15 gram suiker per liter zijn toegevoegd. Bij de brut sans année van Krug, de Krug Grande Cuvée is dat 8½ gram. Bij Lanson was dat in hetzelfde jaar (1988) 15 gram. De meeste huizen kozen in dat jaar voor een dosage van tussen de 12 en 14 gram.
De "BSA" is goed voor 80 tot 95% van de omzet van de grote champagnehuizen. De fles is ook het visitekaartje van het huis. Er is vakmanschap nodig om een degelijke brut sans année, vaak een assemblage van wijnen uit tientallen gemeenten en aangevuld met reserve van eerdere jaren, te produceren. Bij een groot champagnehuis verwacht men dat de "BSA" ieder jaar niet alleen van goede kwaliteit is, de klant moet daarin ook de stijl van het huis herkennen. Dat is bij een natuurproduct als wijn, die afhankelijk is van het weer tijdens bloei, groei en oogst, niet eenvoudig. Een constante kwaliteit kan alleen worden geleverd wanneer een champagnehuis een grote reserve aan wijnen van eerdere jaren in de kelders heeft bewaard. Een producent kan de tekortkomingen van een slechte champagne maskeren door veel suiker toe te voegen. Bij de BSA bestaat die mogelijkheid niet.   
De meer prestigieuze en ook duurdere wijn van een champagnehuis wordt de cuvée de prestige genoemd.